# Sylvia Kibet
Sylvia Kibet (Kenia, 28 de marzo de 1984) es una atleta keniana, especialista en la prueba de 5000 m, con la que llegó a ser subcampeona mundial en 2009 y 2011.

## Carrera deportiva
En los JJ. OO. de Pekín 2008 gana el bronce, tras las etíopes Tirunesh Dibaba y Meseret Defar.
Al año siguiente, en el Mundial de Berlín 2009 gana la plata, y dos años después, en el Mundial de Daegu 2011 vuelve a ganar la medalla de plata, haciendo un tiempo de 14:56.21, y quedando tras su compatriota la también keniana Vivian Cheruiyot y por delante de la etíope Meseret Defar.